# 劉易斯角
69°54′S 62°25′W / 69.900°S 62.417°W
劉易斯角（英語：Lewis Point），是南極洲的海岬，位於帕爾默地，處於安東尼冰川終點以南，海拔高度510米，由美國研究隊拍攝空中照片，現時由南極條約體系管理。